# Dragičina (Čitluk)
Pour les articles homonymes, voir Dragičina.
Dragičina (en cyrillique : Драгичина) est un village de Bosnie-Herzégovine. Il est situé dans la municipalité de Čitluk, dans le canton d'Herzégovine-Neretva et dans la fédération de Bosnie-et-Herzégovine. Selon les premiers résultats du recensement bosnien de 2013, il compte 533 habitants.

## Démographie

### Évolution historique de la population
| 1948 | 1953 | 1961 | 1971 | 1981 | 1991 | 2013 |
| ---- | ---- | ---- | ---- | ---- | ---- | ---- |
| -    | -    | 526  | 596  | 560  | 591  | 533  |

|  |